# Raszów (powiat kamiennogórski)
Raszów (przed 1945 niem. Reussendorf) – wieś w Polsce położona w województwie dolnośląskim, w powiecie kamiennogórskim, w gminie Kamienna Góra. Sołtysem wsi na kadencję 2024-2029 wybrany został Wiesław Owsianka.

## Podział administracyjny
W latach 1975–1998 miejscowość należała administracyjnie do województwa jeleniogórskiego.

## Zabytki

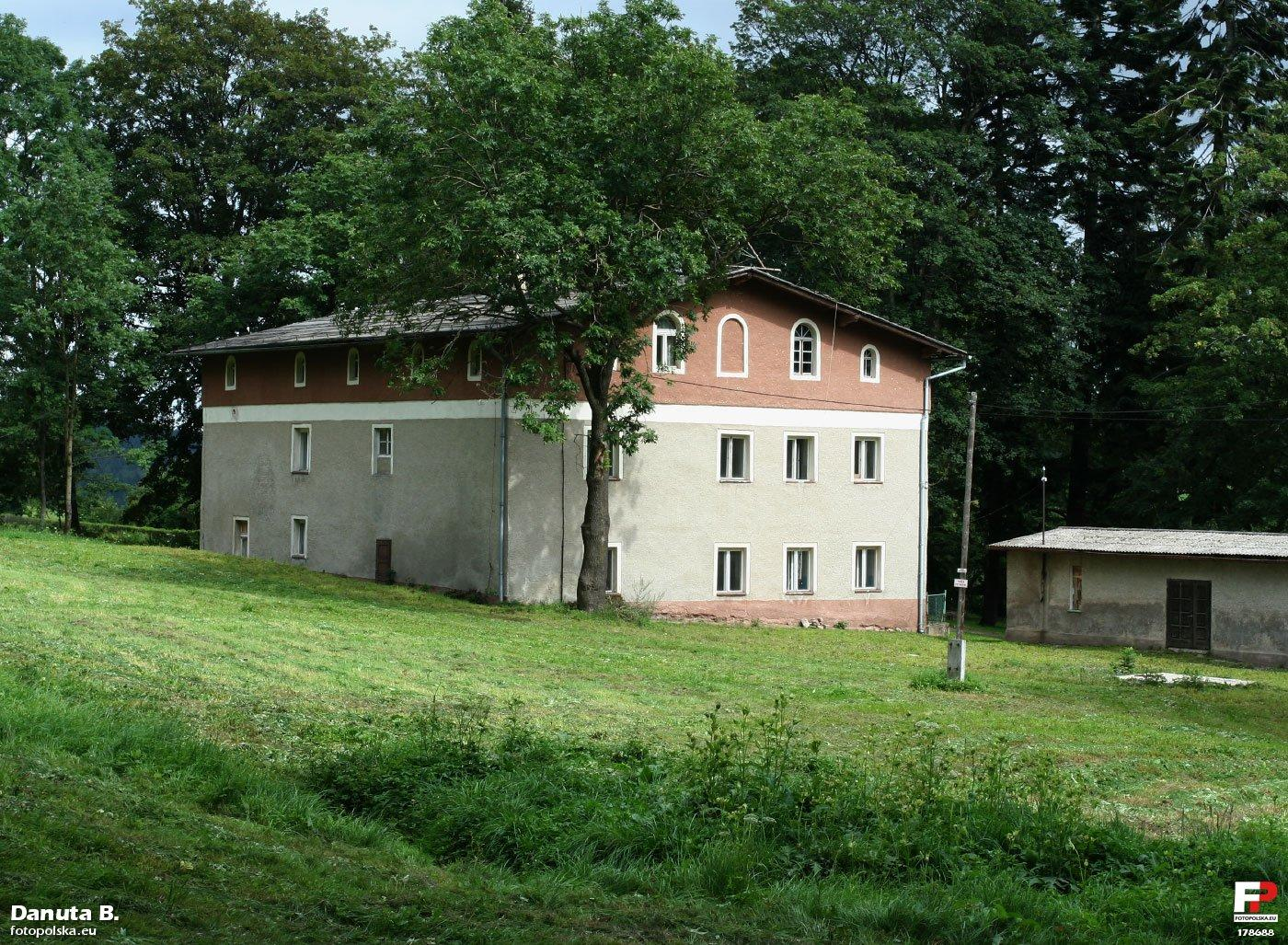
Dwór w Raszowie (2007)

Do wojewódzkiego rejestru zabytków wpisane są obiekty:
- kościół filialny pw. Niepokalanego Poczęcia Najświętszej Maryi Panny, gotycki z XV wieku, pierwotnie wzmiankowany w 1305 r., przebudowany w XVIII i XIX w.; od południa w XVI w. dostawiono do kościoła okazałą kaplicę grobową z mauzoleum rodziny Schaffgotschów z zamku Grodztwo w Kamiennej Górze, z najliczniejszym i najcenniejszym zespołem sepulkralnym na Dolnym Śląsku. W jego skład wchodzą: dwie wysokie, kamienne tumby grobowe Hansa I i jego żony Salomei oraz Hansa II i jego żony Małgorzaty (Margarethy) z domu Hochberg z XVI w.; sześć renesansowych płyt nagrobnych z XVI-XVII w. umieszczonych wzdłuż dołu ścian; 11 renesansowych epitafiów członków rodziny Schaffgotsch z lat 1590-1621[5].
- park, z drugiej połowy XVIII w.

inne zabytki:
- pałac z 1766 r., późnobarokowy, znajduje się poniżej kościoła
- dwór dolny z folwarkiem, położony w dolnej części wsi
- krzyż pokutny z rytem topora, stoi przy polnej drodze do Kamiennej Góry.